# Vitrac-sur-Montane
Vitrac-sur-Montane település Franciaországban, Corrèze megyében. Lakosainak száma 239 fő (2022. január 1.). Vitrac-sur-Montane Corrèze, Eyrein, Rosiers-d’Égletons és Sarran községekkel határos.

## Népesség
A település népessége az elmúlt években az alábbi módon változott:
| Lakosok száma | 303  | 239  | 244  | 247  | 255  | 255  | 267  | 270  | 272  | 239  |
|               | 1968 | 1982 | 1990 | 2006 | 2013 | 2015 | 2017 | 2019 | 2020 | 2022 |